# 23. Unterseebootsflottille
La 23. Unterseebootsflottille était la 23e flottille de sous-marins allemands de la Kriegsmarine pendant la Seconde Guerre mondiale.
Formée à Salamine en Grèce en septembre 1941, la flottille est placée sous le commandement du korvettenkapitän Fritz Frauenheim (en).
En tant que flottille opérationnelle (Frontflottille), son théâtre d'opération est la Méditerranée orientale et totalise 12 navires coulés pour un total de 50 820 tonneaux.
À partir de mai 1942, la flottille est dissoute et les U-Boote sont rattachés à la 29. Unterseebootsflottille.
En septembre 1943, la flottille est reformée à Dantzig en Pologne en tant que flottille d'entrainement (Ausbildungsflottille) spécialisée dans la formation au tir de torpilles en plongée pour les commandants (Kommandantenschiesslehrgang = KSL) comme la 24. Unterseebootsflottille.
Son histoire prend fin en mars 1945 lorsque la flottille est dissoute.

## Affectations
- Janvier 1941 à mai 1942 : Salamine;
- Août 1943 à mars 1945 : Wilhelmshaven.

## Commandement
| Nom                   | Grade            | Début          | Fin       |
| Fritz Frauenheim (en) | korvettenkapitän | Septembre 1941 | Mai 1942  |
| Otto von Bülow        | Korvettenkapitän | Août 1943      | Mars 1945 |

## Unités
La flottille a reçu 9 unités durant son service opérationnelle et 21 unités en formation comprenant des U-Boote de type VII A, B et C.
Unités de la 23. Unterseebootsflottille Frontflottille:
- U-75, U-77, U-79
- U-83
- U-97
- U-133
- U-311, U-371
- U-559